# Асен Конарев (икономист)
Асен Иванов Конарев е български професор икономист и университетски преподавател.

## Биография
Асен Иванов Конарев е роден на 29 август 1940 в Пловдив.
Специализирал е в Москва в университетите: Московски държавен университет (МГУ), Хумболтов университет на Берлин, Университет на Делауеър в САЩ.
Доктор е на икономическите науки от 1982 г. след защита на дисертация на тема “Математически модели в икономиката". Професор е по икономика и управление от 1987 г.
Председател е на Контролния съвет на Сдружение „Научно-технически съюзи с дом на науката и техниката-Пловдив“. Член е на управителния съвет на Фондация „Международен институт за изследване на кооперациите“, град Пловдив. Член е на Академичния съвет и Факултетния съвет към „Стопански факултет“ към Университет по хранителни технологии – Пловдив. Член е на редколегията на списанията „Финанси“ и „Орфей“. Заместник-председател на издателския съвет на научно списание „Информатика и иновативни технологии“.
Член на Съвета на директорите на две публични дружества, дългогодишен университетски преподавател, автор на над 12 книги.